# Monster von Aramberri

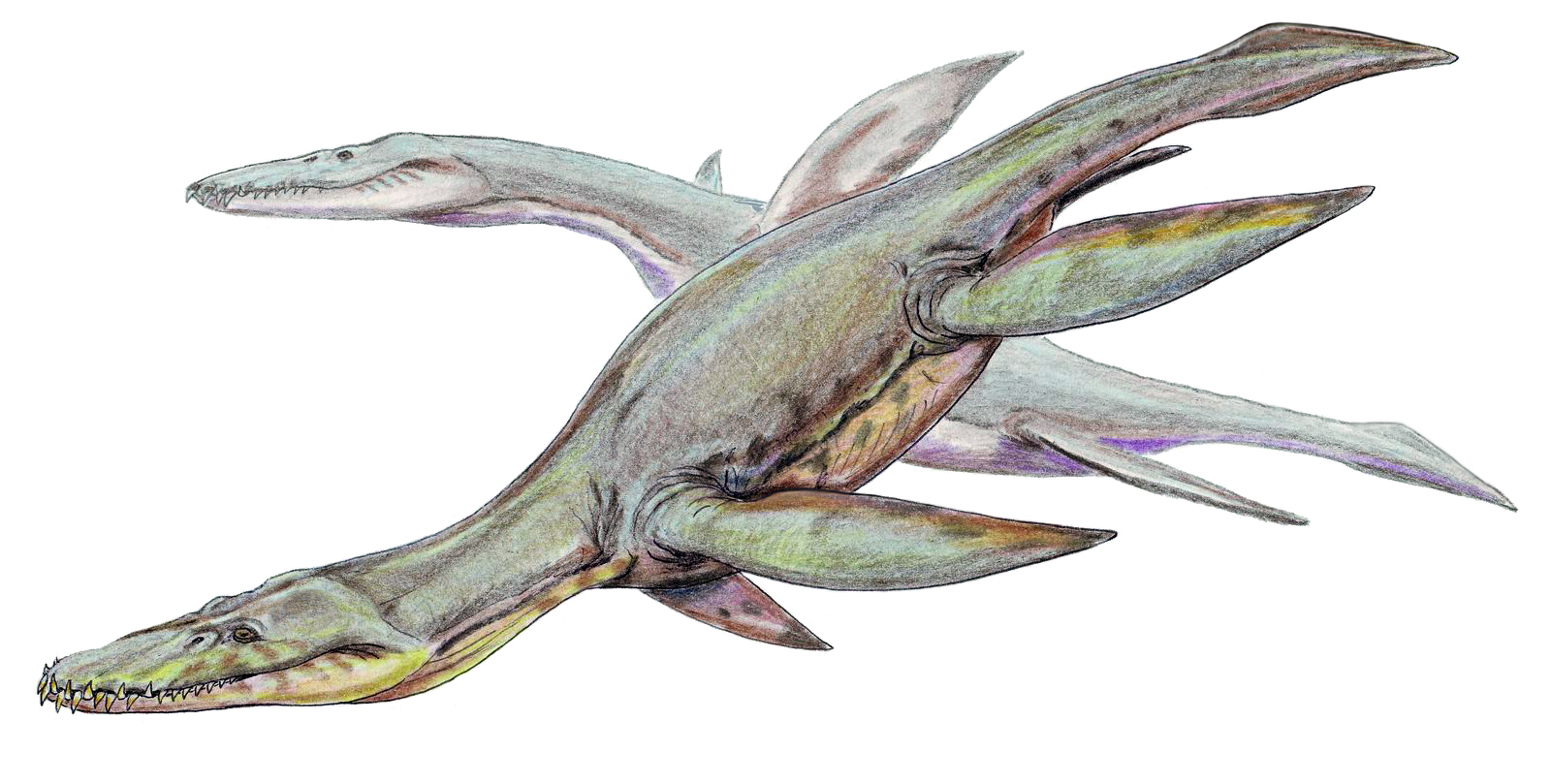
Zeichnerische Rekonstruktion von Simolestes – das „Monster von Aramberri“ sah lebend wahrscheinlich ähnlich aus.

Als Monster von Aramberri wird das fragmentarisch erhaltene Fossil eines Reptils bezeichnet, das im Jahr 1985 von einem Geologie-Studenten während einer Exkursion in der La-Casita-Formation (Kimmeridgium) in der Nähe von Aramberri in Nuevo León im Norden Mexikos entdeckt wurde. Es wurde 1988 zunächst als fleischfressender Dinosaurier in die Literatur eingeführt. und erst rund 15 Jahre später als sehr großer Pliosaurier erkannt. Es war der erste Fund eines Plesiosauriers im Jura von Mexiko. Das Exemplar konnte bisher unterhalb der Familienebene nicht genau identifiziert werden. In der Presse wurde es mit den großwüchsigen Pliosaurier-Gattungen Liopleurodon oder Simolestes verglichen.

## Beschreibung
Das unter der Inventarnummer UANL-FCT-R2 in der Sammlung der Universidad Autónoma de Nuevo León in San Nicolás de los Garza, einer Stadt im Großraum von Monterrey, katalogisierte Exemplar des Erstfundes umfasst den in weitgehend anatomischem Zusammenhang erhaltenen Übergangsbereich zwischen Hals- und Rumpfwirbelsäule sowie ein isoliertes Kieferbruchstück. Der Wirbelsäulenabschnitt besteht aus sieben sogenannten Pectoralwirbeln nebst ansitzenden Fragmenten der proximalen Enden der Rippen und einiger Elemente des Schultergürtels (beider Coracoide und der linken Scapula). Er wurde aus der Kalkstein-Konkretion, in der er zusammen mit einigen Ammoniten erhalten war, herauspräpariert, und „kopfüber“ senkrecht auf einen Betonsockel montiert. Das Kieferbruchstück ging irgendwann zwischen 1988 und 2003 verloren.
Die Identifikation dieser Überreste als zu einem Plesiosaurier gehörig fußte auf der Präsenz charakteristischer Foramina an den unteren (ventralen) Partien der Wirbel sowie auf der sukzessiven Wanderung des Rippenansatzes, von den Seiten der Wirbelzentren in den Bereich der Neuralbögen, in der Abfolge der sieben Wirbel. Die Proportionen der Wirbel waren ausschlaggebend für die Einordnung bei den Pliosauriern (Pliosauridae indet.).
Aufgrund der Größe der Fragmente der Schultergürtel-Elemente und der Durchmesser der Wirbel von mehr als 20 cm wurde die Gesamtlänge des Tieres auf mindestens 15 m und sein Lebendgewicht auf ca. 50 Tonnen geschätzt. Zunächst schien es, als sei das Tier zum Zeitpunkt seines Todes noch nicht ausgewachsen gewesen, da beim anatomisch hintersten (caudalsten) der Wirbel Neuralbogen und Wirbelzentrum nicht miteinander verschmolzen sind. Davon ausgehend wurde spekuliert, dass ausgewachsene Individuen der Spezies, die das „Monster von Aramberri“ repräsentiert, mehr als 20 m Länge erreichen konnten. Damit hätten sie zu den größten jurassischen Meeresreptilien gehört.
Allerdings ist es durchaus wahrscheinlich, dass es sich doch um ein bereits ausgewachsenes oder fast ausgewachsenes Exemplar gehandelt hat, denn die für Jungtiere typische unvollständige Verknöcherung bestimmter Teile des Skeletts ist bei aquatischen Tetrapoden im Allgemeinen und bei Plesiosauriern im Speziellen auch von ausgewachsenen Tieren bekannt (Pädomorphie). Überdies wurde kritisiert, dass Gesamtlänge und Lebendgewicht, wie sie im Zusammenhang mit der Re-Identifizierung von UANL-FCT-R2 postuliert wurden, auf der Hochskalierung eines viel zu kleinen Vergleichsexemplars basierten. Schätzungen auf Grundlage größerer Vergleichsexemplare ergeben hingegen als Maximalwerte für die Körperlänge 12,4 m und für das Gewicht nur knapp 18 Tonnen.
In den Jahren 2002 bis 2007 wurden erneut Grabungen an der Fundstelle von UANL-FCT-R2 durchgeführt, bei denen zahlreiches weiteres Material desselben Individuums gefunden und geborgen wurde, insbesondere weitere Schädelbruchstücke. Dabei weist die Oberseite des Quadratfortsatzes des Flügelbeins eine große Bissmarke auf. Der betreffende Zahn des Angreifers drang wahrscheinlich über das obere Schläfenfenster in den Schädel ein und penetrierte ihn bis hinunter zur Schädelbasis. Dieser Zahn hätte demnach etwa 30 cm lang sein müssen. Die Verletzung war jedoch anscheinend nicht tödlich, denn die Bissmarke ist mit Heilgewebe verfüllt. Eine zweite Wunde in einem anderen Schädelknochen (Jugale) weist dagegen einen scharfen, nie ausgeheilten Wundrand aus und entstand vermutlich bei einem tödlichen Angriff.

## Bedeutung
Als erster Fund eines jurassischen Pliosauriers in Mexiko füllt das „Monster von Aramberri“ eine paläobiogeographische Lücke zwischen den Pliosauriern Südamerikas und denen der westlichen Tethys. Damit stützt es die These einer zentralatlantischen Meeresverbindung („hispanischer Korridor“) zwischen der westlichen Tethys und dem „pazifischen“ Südamerika.